# بارلوفون
تسجيلات بارلوفون المحدودة Parlophone Records Limited (المعروفة أيضًا باسم تسجيلات بارلوفون أو بارلوفون) هي شركة تسجيلات ألمانية بريطانية رئيسية تأسست في ألمانيا في عام 1896 من قبل شركة Carl Lindström باعتبارها Parlophon. تم تأسيس الفرع البريطاني للشركة في 8 أغسطس 1923 باسم The Parlophone Co. Ltd الذي اكتسبت سمعة في العشرينات من القرن الماضي كعلامة بارزة في تسجيل موسيقى الجاز.وفي 5 أكتوبر 1926 استحوذت شركة Columbia Graphophone على شركة بارلوفون للأعمال ثم اندمجت لاحقًا مع شركة غراموفون في 31 مارس 1931 لتصبح شركة (Electric & Musical Industries Limited (EMI. انضم جورج مارتن إلى الشركة الأخيرة وذلك في عام 1950 كمساعد مدير، وتولى لاحقا منصب المدير في عام 1955.

## معرض صور

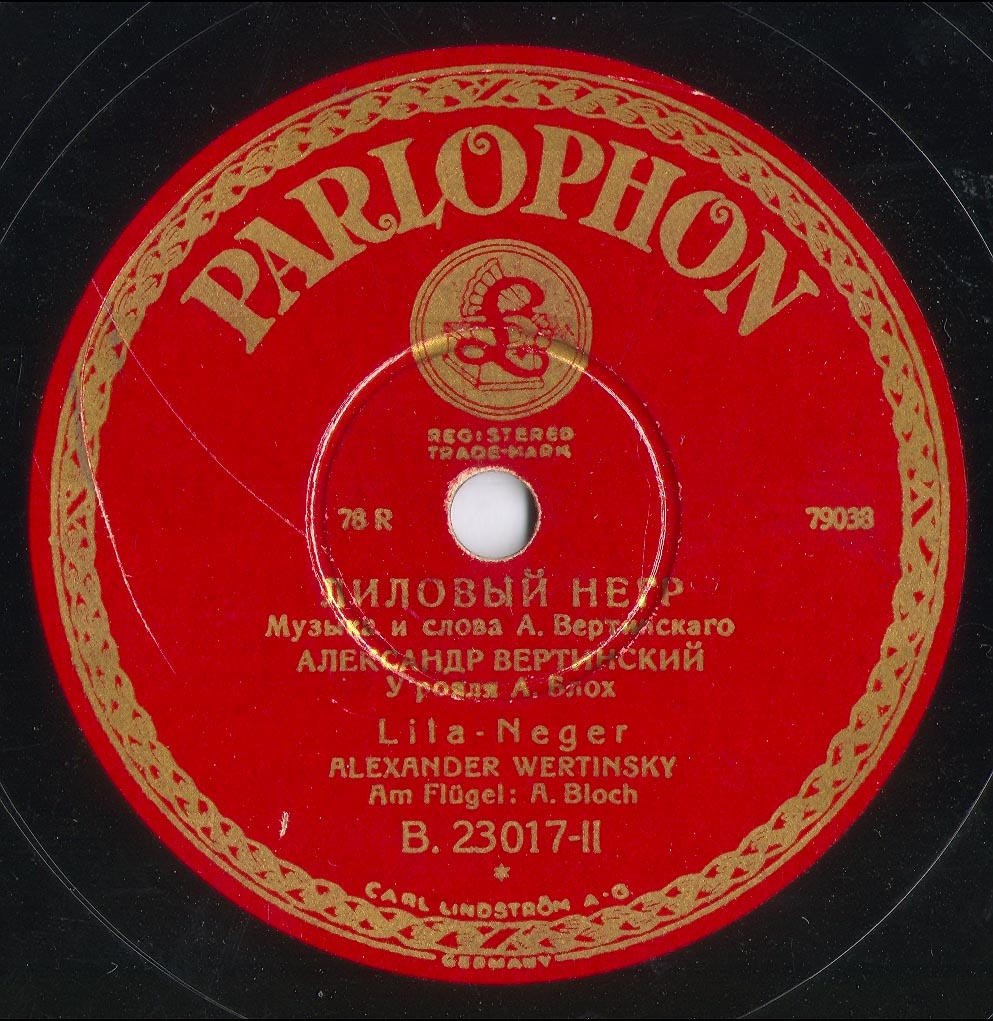
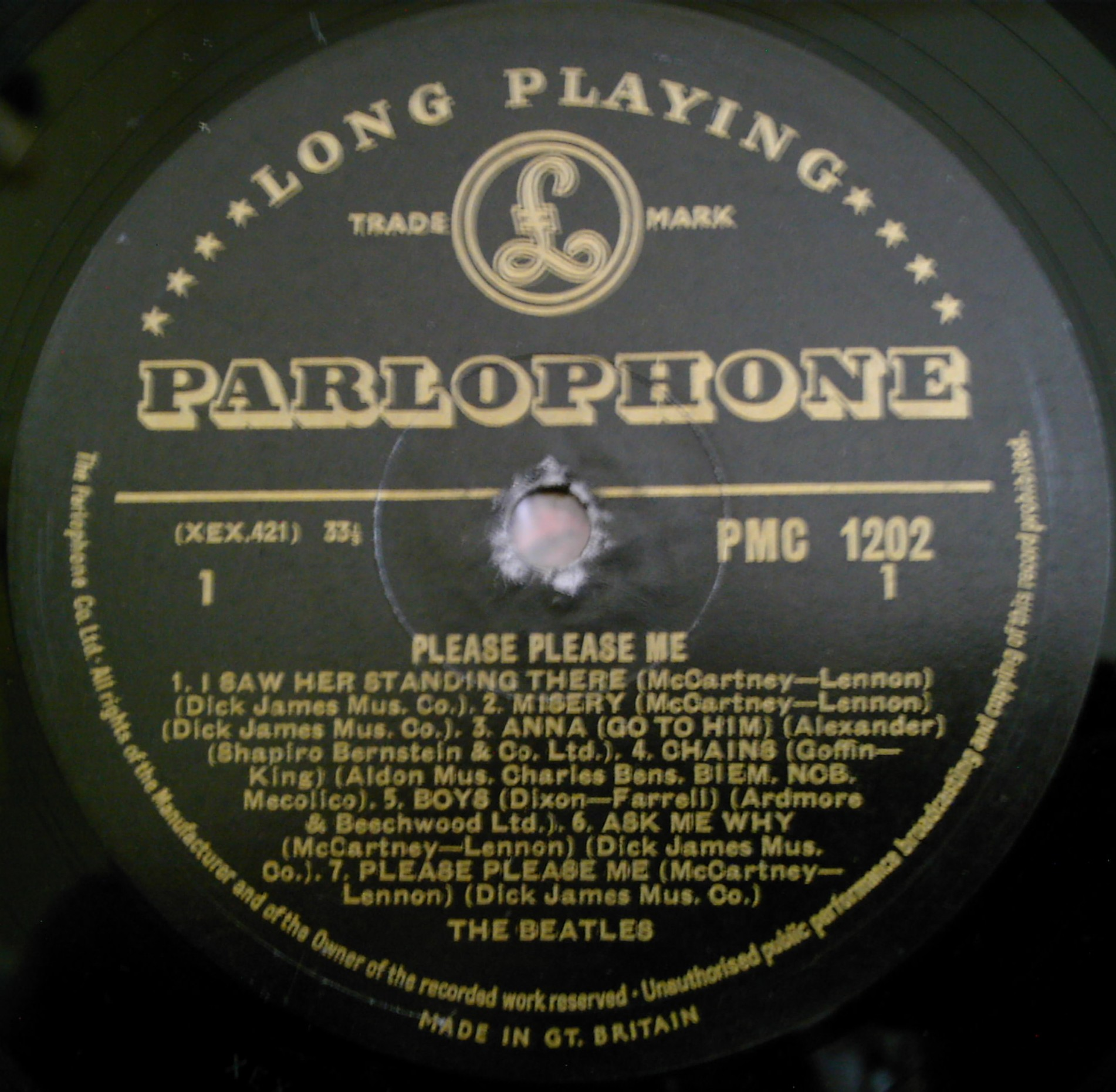
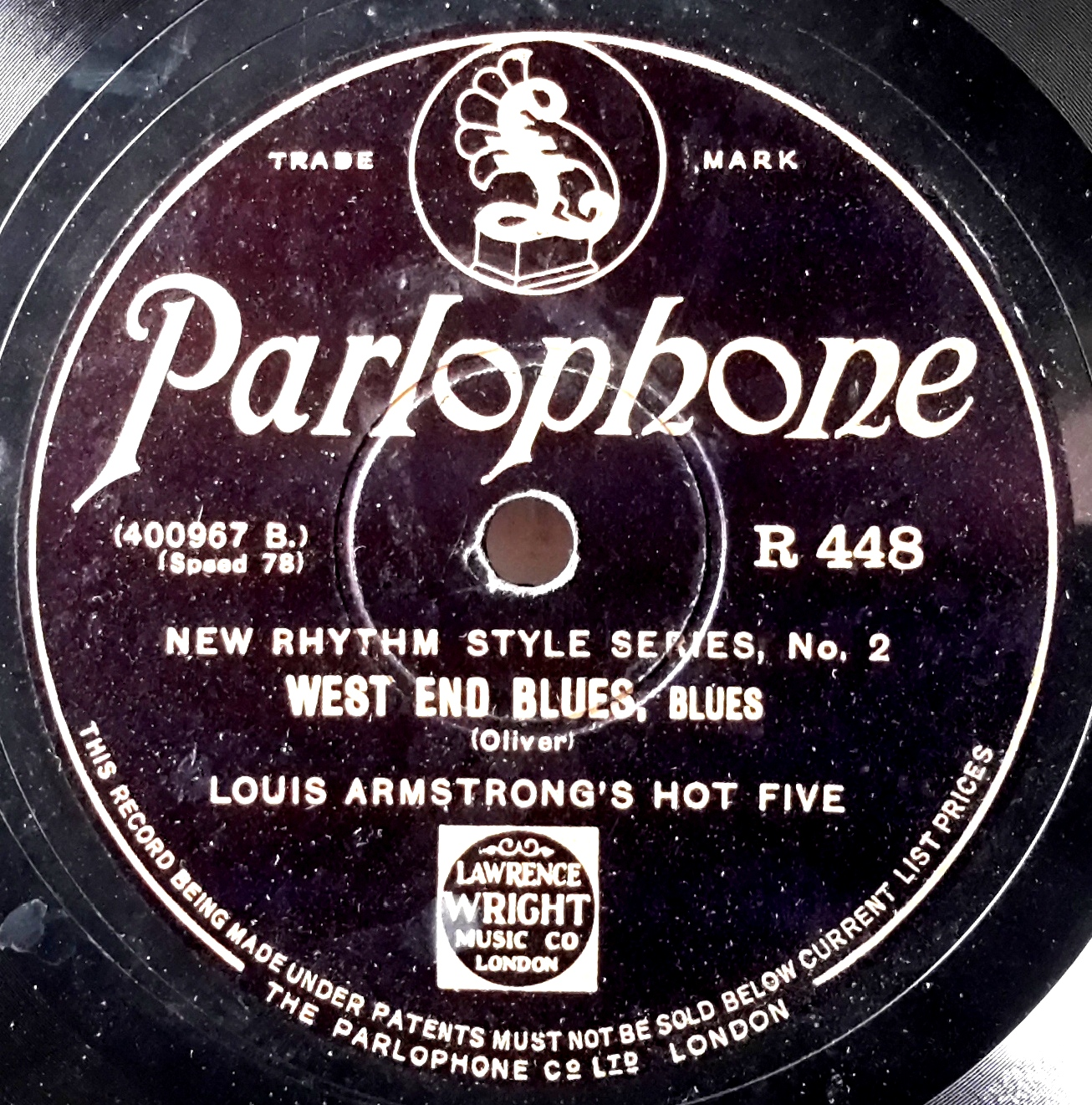